# Diversitetsindeks
Diversitetindeks er et kvantitativt mål, der reflekterer hvor mange forskellige typer (såsom arter) der er i et datasæt (et samfund), og som samtidig kan tage hensyn til de fylogenetiske forhold mellem de distribuerede individer blandt disse typer, såsom rigdom, divergens eller jævnhed. Disse indekser er statistisk repræsentationer af biodiversitet i forskellige aspekter (rigdom (richness), jævnhed (evenness) og dominans (dominance)).

## Richness
Richness  R  kvantificerer blot, hvor mange forskellige typer datasættet af interesse indeholder. For eksempel er artsrigdom (normalt bemærket   S ) for et datasæt antallet af forskellige arter i den tilsvarende artsliste. Richness er en simpel foranstaltning, så det har været et populært diversitetsindeks inden for økologi, hvor overflodedata ofte ikke er tilgængelige for datasættene af interesse. Fordi rigdom ikke tager hensyn til overfloderne af typerne, er det ikke det samme som mangfoldighed, der tager hensyn til overflod. Hvis der imidlertid beregnes ægte mangfoldighed med q=0( se Hill's index forneden), er det effektive antal typer (0D) er lig med det faktiske antal typer (R).

## Shannon index
Shannon-indekset har været et populært diversitetsindeks i den økologiske litteratur, hvor det også er kendt som Shannons diversitetsindeks, Shannon - Wiener -indekset, Shannon - Weaver -indekset og Shannon-entropien. Foranstaltningen blev oprindeligt foreslået af Claude Shannon til at kvantificere entropi (usikkerhed eller informationsindhold) i tekststrenge . Idéen er, at jo flere forskellige bogstaver der er, og jo mere lig deres forholdsmæssige forekomster i interessestrengen, desto vanskeligere er det at korrekt forudsige hvilket bogstav der vil være det næste i strengen. Shannon-entropien kvantificerer usikkerheden (entropi eller grad af overraskelse), der er forbundet med denne forudsigelse. Det beregnes ofte som følger:
{\displaystyle H'=\sum _{i=1}^{R}p_{i}\ln(1/p_{i})=-\sum _{i}{p_{i}\cdot \ln p_{i}}\quad {\text{med}}\ p_{i}={\frac {n_{i}}{N}}\quad {\text{og hvor N er det samlede antal}}}
hvor pi er den relative hyppighed af tegn, der tilhører den i'te bogstavtype i interessestrengen. I økologi er pi ofte den relative hyppighed af individer, der hører til ite-arten i datasættet af interesse. Derefter kvantificerer Shannon-entropien usikkerheden ved at forudsige artsidentiteten for et individ, der er taget tilfældigt fra datasættet.
Diversitetindekset af et biologisk samfund bestående af kun en art er lig nul ( {\displaystyle H'=0} da pi  = 1 )

## Hill's index
Når der bruges diversitetsindeks i økologi, er typerne af interesse normalt arter, men de kan også være andre kategorier, såsom slægter, familier, funktionelle typer eller haplotyper. Enhederne af interesse er normalt individuelle planter eller dyr, og måling af overflod kan for eksempel være antallet af individer, biomasse eller dækning. I demografi kan de interesserede enheder være mennesker, og typer af interesse forskellige demografiske grupper. Inden for informationsvidenskab kan enhederne være tegn, og typene de forskellige bogstaver i alfabetet. De mest almindeligt anvendte diversitetsindeks er enkle transformationer af det effektive antal typer (også kendt som 'ægte mangfoldighed'), men hvert diversitetsindeks kan også fortolkes til sin egen ret som et mål svarende til et reelt fænomen (men et andet et for hvert diversitetsindeks)..
Mange indekser tegner sig kun for kategorisk mangfoldighed mellem emner eller enheder. Sådanne indeks tager dog ikke højde for den samlede variation (mangfoldighed), der kan holdes mellem emner eller enheder, der kun forekommer, når både kategorisk og kvalitativ mangfoldighed beregnes.
Ægte mangfoldighed, eller det effektive antal typer, henviser til antallet af lige så rigelige typer, der er nødvendigt for den gennemsnitlige proportionelle overflod af typerne til lige det, der observeres i datasættet af interesse (hvor alle typer måske ikke er lige så rigelige). Den ægte mangfoldighed i et datasæt beregnes ved først at tage det vægtede potensgennemsnit Mq−1 af de forholdsmæssige forekomster af typerne i datasættet og derefter tage det gensidige for dette. Ligningen er
{\displaystyle {}^{q}\!D==\left({\sum _{i=1}^{R}p_{i}^{q}}\right)^{1/(1-q)}}